# Кьошдере
Кьошдере е река в Южна България, област Кърджали, общини Ардино и Кърджали, десен приток на Арда. Дължината ѝ е 21 km. Отводнява североизточните разклонения на рида Жълти чал на Западните Родопи.
Река Кьошдере извира на 976 m н.в., на около 200 m южно от връх Секидору (1028 m) в рида Жълти чал на Западните Родопи, в землището на село Ленище, община Ардино. Тече в североизточна посока в тясна и дълбока долина. Влива се отдясно в река Арда, на 230 m н.в. в чертите на град Кърджали.
Реката има малък и гъстозалесен водосборен басейн, като площта му е 42 km2, което представлява 0,72% от водосборния басейн на река Арда. Основен приток река Дере Яна (десен).
Реката има дъждовно подхранване.
По течението на реката са разположени 2 села:
- Община Ардино – Чубрика;
- Община Кърджали – Бойно.

Водите на реката частично се използват за напояване.

## Топографска карта
- Лист от карта K-35-87. Мащаб: 1 : 100 000.